# Houby nedokonalé
Houby nedokonalé (Deuteromycota, Fungi imperfecti) je označení pro stopkovýtrusné a vřeckovýtrusné houby, u nichž nebylo pozorováno pohlavní rozmnožování. Někdy se také označují jako anamorfní, konidiální či mitosporické houby. Dříve byly Deuteromycota jedním z oddělením hub, dnes už se však v systematice hub téměř nepoužívají.
Houby označované jako nedokonalé nebylo dříve možno zařadit do žádného z oddělení hub, protože klasická mykologická taxonomie se zakládá především na pohlavních znacích, a ty u Deuteromycota chybí. Výtrusy (spory) vznikají u těchto hub jen nepohlavní cestou. Vhodné metody nabídla molekulární analýza genomů, díky které nacházejí původní nedokonalé houby své přirozené postavení v systému hub.
Jako houby nedokonalé bylo označováno asi 25 000 druhů hub, ale jejich počet (pokud jsou jako skupina vůbec uznávány) díky moderním klasifikačním metodám rychle klesá. Mezi známé nedokonalé houby patřila například plíseň Penicillium. Do rodu Penicillium patří například jedlé houby, s jejichž pomocí jsou vyráběny sýry Roquefort a Camembert. Dnes je již známo, že se jedná o zástupce řádu plesnivkotvaré (Eurotiales), patřícího do vřeckovýtrusých hub třídy Eurotiomycetes.